# Dragoslav Račić
Dragoslav Račić (cirílico sérvio: Драгослав Рачић; 24 de março de 1905 – novembro de 1945) foi um comandante militar sérvio Chetnik que ocupou o posto de coronel e voivoda durante a Segunda Guerra Mundial. 

## Segunda Guerra Mundial

### Revolta na Sérvia
Em junho de 1941, Račić chegou à montanha Cer, perto de Šabac, onde designou o local para o quartel-general dos soldados do Exército Iugoslavo sob seu comando.  Durante o verão de 1941, organizou várias unidades militares sob seu comando, primeiro a companhia Cer comandada pelo Tenente Ratko Teodosijević que veio de Ravna Gora junto com Račić.  Em seguida, ele fundou a empresa Čokešina, a companhia Mačva (comandada pelo tenente Nikola Sokić), a empresa de metralhadoras comandada pelo tenente Voja Tufegdžić.  A recém-criada companhia Prnjavor era composta por refugiados sérvios que escaparam do genocídio croata de Ustaše e era uma unidade do Destacamento Chetnik Cer.  O destacamento Chetnik era uma unidade militar do Exército Real Iugoslavo operacional e os oficiais comandantes eram oficiais iugoslavos ativos e de reserva determinados a lutar contra o inimigo usando métodos de guerrilha Chetnik. 
Dois destacamentos Chetnik participaram da captura de Banja Koviljača conduzida de 1 a 6 de setembro de 1941: o Destacamento Jadar e o Destacamento Cer sob o comando de Račić. O comandante da operação foi Nikola Radovanović, um tenente-general. Eles foram rapidamente transportados de Prnjavor através de Loznica e Trbušnica até o Monte Gučevo acima de Banja Koviljača onde Račić, comandante do destacamento Cer, foi informado da intenção do Destacamento Jadar de 3.000 homens de atacar Banja Koviljača.  Em 21 de setembro de 1941, o Destacamento Cer Chetnik comandado por Račić conduziu ataques a Šabac .  Račić era o comandante de todas as forças que atacavam Šabac, os Chetniks, os Partidários e o destacamento de Pećanac Chetniks comandado por Budimir Cerski.  Mesmo depois do início dos primeiros conflitos entre guerrilheiros e chetniks, em setembro de 1941, Račić foi elogiado pelo órgão comunista oficial "Borba" como um dos "bons" chetniks que lutaram contra as forças de ocupação ao lado das forças comunistas.  Em 4 de outubro de 1941, houve o primeiro "contato pacífico" entre os rebeldes na Sérvia e as forças de ocupação alemãs, quando o capitão Račić enviou uma carta ao comandante da 10ª Companhia do 699º Regimento de Infantaria Alemão em Šabac. 

### Batalha de Višegrad
Cerca de mil Chetniks da Sérvia sob o comando de Dragoslav Račić participaram em operações Chetnik no Leste da Bósnia, no entanto permanece inexplorado se eles e até que ponto participaram em massacres após a Batalha de Višegrad (5 de Outubro de 1943). De acordo com documentos existentes, os Chetniks de Račić não estiveram envolvidos na luta por Višegrad, eles estavam localizados em Višegradska Banja, a 7 km de distância da cidade. Dušan Trbojević, oficial da Pocerina Corpus, diz que as forças de Račić entraram em Višegrad no mesmo dia em que JVuO a capturou e que permaneceram nela durante sete dias. A nossa entrada na libertada Višegrad, que ainda cheirava a pólvora, foi inesquecível com ruas cobertas de sangue onde mentiram os nossos inimigos. Trbojević silencia sobre o grande número de civis mortos por Chetnik após a captura da cidade. Sabe-se, com base nas afirmações de Trbojević, que os Chetniks de Račić estiveram presentes em Višegrad durante o massacre de três dias, mas a extensão do seu envolvimento nestes crimes permanece desconhecida. 

### Invasão partidária comunista da Sérvia
Em 7 de maio de 1944, Račić e outros oficiais do QG do Corpo de Cer participaram de uma reunião com representantes do regime de Nedić e oficiais da Guarda Estatal Sérvia no Mosteiro Radovašnica para discutir como proteger a Sérvia do terror comunista. Račić enfatizou que a principal tarefa da sua unidade é "proteger a Sérvia dos comunistas".  Račić propôs que os alemães fornecessem à sua unidade 100 metralhadoras e 1.000 armas, mas esta proposta foi inútil porque os alemães não lhe forneceram as armas solicitadas e a situação no campo permaneceu como estava. 
Durante o período de maio de 1944. O terror Chetnik culminou em Šabac (Podrinje) Okrug. Os chetniks sob o comando de Račić mataram 7 aldeões em Voćnjak, perto de Loznica, em dois casos, em 7 e 11 de maio. Em meados de maio, os Chetniks mataram 5 aldeões de Lipolist e 9 jovens de Komirić. Jovens foram mortos pelo próprio Račić, segundo depoimentos da literatura. Outro assassinato de 9 aldeões aconteceu em Čokešina no final de maio. 
Em 1944, quando fortes forças partidárias comunistas invadiram a Sérvia a partir da Bósnia, Račić foi nomeado comandante de todas as operações do Exército Iugoslavo na Pátria, na Sérvia.  O grupo do Corpo Chetnik sob seu comando e o grupo do Corpo sob o comando de Dragutin Keserović aceitou o golpe principal do ataque comunista durante a Batalha pela Sérvia.  Em 23 de julho de 1944, as forças controladas pelos comunistas atacaram Nova Varoš e a capturaram. Este foi o sinal para Tito ordenar o movimento urgente de grupos operacionais partidários de divisões para a Sérvia com o objetivo principal de destruir as forças militares e a organização política dos nacionalistas.  O golpe principal das forças controladas pelos comunistas em Kopaonik foi recebido apenas pelas unidades Chetnik. 

### Tentativa fracassada de obter apoio alemão para a unificação de todas as forças anticomunistas na Sérvia
Quando Račić percebeu que os chetniks não seriam capazes de resistir às forças comunistas, ele propôs a Draža Mihailović em 10 de agosto que se aproximasse para negociar com os alemães. Quando Mihailović aprovou a sua proposta, Račić organizou uma reunião com representantes alemães liderados por Rittmeister Von Vrede em Topola no dia 11 de agosto.  Račić propôs que os alemães organizassem uma frente anticomunista unificada das forças nacionais sérvias composta por Chetniks, Guarda Estatal Sérvia e Ljotićevci, insistindo que os Chetniks não usariam uniformes alemães e Mihailović permaneceria ilegal.  A reunião não teve qualquer resultado porque os representantes alemães não estavam autorizados a tomar decisões importantes. 
Provavelmente em 15 de agosto de 1944, Mihailović conheceu o general Milan Nedić na reunião organizada por iniciativa e por insistência de Račić, embora Mihailović tenha relutantemente concordado em comparecer.  A reunião foi organizada tarde da noite na aldeia Ražana e não existem registos escritos desta reunião.  Nos seus testemunhos posteriores, Nedić afirmou que explicou a Mihailović que os alemães deixarão em breve a Sérvia e que fortes forças comunistas ocuparão a Sérvia, pelo que propõe unir todas as forças nacionais para a defender. Mihailović concordou com Nedić e explicou que tem homens suficientes para defender a Sérvia, mas não tem armas e munições suficientes.  Nedić prometeu tentar obter o apoio dos alemães e abordou Hermann Neubacher, que apoiou a ideia, mas não conseguiu obter a aprovação de Hitler, porque Hitler insistiu que o seu apoio à Sérvia poderia pôr em perigo a Croácia. 

### Retirada para a Bósnia
Em 21 de outubro de 1944, em Ivanjica, Račić organizou uma conferência de todos os comandantes do Corpo e Grupos de Corpo Chetnik para decidir sobre suas futuras ações.  Eles decidiram juntar-se ao comando Chetnik na Bósnia com base na esperança irrealista de que os Aliados invadiriam a costa do Adriático.  Em 4 de maio de 1945, as tropas de Račić tomaram Fojnica dos Partidários, infligindo pesadas baixas à 21ª Brigada Partidária. Vários guerrilheiros capturados foram queimados na fogueira e as tropas de Račić saquearam e queimaram Fojnica até o chão. 
Račić foi morto no outono de 1945 perto de Krupanj como fora da lei. 

## Legado
Em 1998, Dušan Trbojević, um tenente do Exército Iugoslavo na Pátria que era oficial do Corpo Cer comandado por Račić, publicou suas memórias sobre esta unidade militar e sobre Račić durante aSegunda Guerra Mundial intituladas Cersko-Majevička grupa korpusa, 1941- 1945: pod komandom pukovnika Dragoslava S. Račića.